# Elliots specht
De Elliots specht (Dendropicos elliotii; synoniem: Mesopicos elliotii) is een vogel uit de familie Picidae (spechten). Deze vogel is genoemd naar de Amerikaanse ornitholoog Daniel Giraud Elliot.

## Verspreiding en leefgebied
Deze soort komt voor in centraal en het westelijk-centraal Afrika en telt twee ondersoorten:
- D. e. johnstoni: oostelijk Nigeria, zuidwestelijk Kameroen, Mount Kupe en Bioko (Golf van Guinee).
- D. e. elliotii: noordwestelijk Angola en van zuidelijk Kameroen en Gabon tot Oeganda.